# Папірус Еббота
Папірус Еббота — важливий давньоєгипетський документ, в якому йдеться про судовий процес з приводу розграбування гробниці одного з фараонів XX династії. Він датований 1100 роком до н. е., 16 роком правління фараона Рамзеса IX. Папірус зберігся у гарному стані.

## Опис та історія
Нині документ зберігається у Британському музеї. Його першим відомим власником був доктор Еббот, який 1857 року купив папірус у Каїрі. На честь нього й було названо документ.
Папірус Еббота має 218 см завдовжки та 42,5 см завширшки, написаний в ієратичному стилі. Першим дослідником папірусу був археолог Т. Піт.

## Зміст
Папірус розповідає про скаргу Паусера, мера Східної частини Фів, на Повера, мера Західної частини Фів. Папірус описує події за версією Повера. Паусер отримав докази того, що Повер допомагав грабіжникам безперешкодно грабувати гробниці, що розташовувались саме у Західній частині. Спеціально відряджена група виявила, що розграбовано гробниці простих жителів Фів, знаті, гробниця цариці Ісіди та гробниця фараона Себекемсафа. Після цього було направлено позов до фараона із п'ятьма звинуваченнями у бік Повера.
Далі описано розмову Повера та візира щодо звинувачень, висунутих Паусером. Та розмова відбулась за день після подання позову. Наступного дня було скликано «Великий фіванський суд». Після судового процесу Повера було виправдано.

## Споріднені документи
У папірусу Амхерста Леопольда II описано визнання тих же злодіїв, які пограбували гробницю фараона Себекемсафа.

## Археологічна цінність
Папірус Еббота надає уявлення про судову систему доби XX династії. Також гарно видно анархію та плутанину, що панувала у державі наприкінці правління тієї династії.